# Label Me
Label Me ist ein deutscher mittellanger Spielfilm aus dem Jahr 2019, nach einem Drehbuch und unter Regie von Kai Kreuser. Der Film handelt von Lars, gespielt von Nikolaus Benda, der den heterosexuellen Syrer Waseem, dargestellt von Renato Schuch, für Sex bezahlt. Die Weltpremiere feierte Label Me am 15. Januar 2019 auf dem Max Ophüls Filmfestival, wo er mit dem Max-Ophüls-Preis in der Kategorie Bester mittellanger Spielfilm ausgezeichnet wurde.

## Handlung
Waseem, ein geflüchteter Syrer im Heim, hat klare Regeln aufgestellt, kein Küssen, kein passiver Analverkehr. Damit lassen sich die Treffen mit seinem Freier Lars, gut situiert und in einem eigenen Loft wohnend, mit seiner eigenen Heterosexualität vereinbaren. Trotz der Gegensätze entwickelt sich zwischen den beiden eine Freundschaft, die geprägt ist von wechselseitigen Machtkämpfen. Doch für den Syrer Waseem bedeutet die Freundschaft mit dem schwulen Lars auch eine reale Gefahr für seine Lebensrealität im Flüchtlingsheim.

## Hintergrund
Label Me war der Abschlussfilm von Regisseur und Drehbuchautor Kai Kreuser an der Internationalen Filmschule Köln. Die Film- und Medienstiftung NRW förderte die Produktion mit 20.000 Euro. Die Dreharbeiten dauerten 13 Tagen und fanden im Zeitraum 14. Februar bis 1. März 2018 statt. 
Die Erstveröffentlichung fand im Rahmen des Max Ophüls Filmfestival in Saarbrücken am 15. Januar 2019 statt. Seit dem 7. Mai 2020 steht Label Me als Video-on-Demand bei Vimeo zum Streaming bereit. Seit dem 29. Juni 2020 wird Label Me im Bundle mit Bester Mann von Florian Forsch als DVD durch die Edition Salzgeber vertrieben. Der Film wurde unter anderem auf dem Outfest Los Angeles, dem Chéries-Chéris Filmfestival in Paris, dem Arab Film Festival in San Francisco und auf dem Raindance Filmfestival in London präsentiert.

## Rezeption
Auf Rotten Tomatoes erreicht Label Me eine Weiterempfehlungsrate von 100 Prozent und wird als certified fresh eingeordnet.
Das US-amerikanische Magazin Hollywood Reporter schreibt: A sexy, atmospheric mood piece that marks German writer-director Kai Kreuser as a talent to watch (etwa: Eine sexy atmosphärische Stimmung zum Anschauen, inszeniert vom deutschen talentierten Regisseur und Autor Kai Kreuser)
Axel Schock von Sissy schreibt: „Label Me“ wirkt wie ein großes Versprechen für Kreusers ersten Langfilm. Wie er hier das labile zwischenmenschliche Verhältnis zwischen Waseem und Lars nuanciert entwickelt hat und die beiden theatererfahrenden Hauptdarsteller zu führen versteht, hat unter anderem auch die Jury des Max Ophüls Preises überzeugt.

## Auszeichnungen (Auswahl)
Max-Ophüls-Preis 2019
- Preisträger in der Kategorie Bester mittellanger Spielfilm für Kai Kreuser

First Steps Award 2019
- Nominierung in der Kategorie Bester mittellanger Spielfilm

Big Shorts Award 2020
- Kategorie Bester Schauspieler für Renato Schuch
- Kategorie Beste Regie für Kai Kreuser
- Kategorie Bester Film
- Nominierung in der Kategorie Bestes Drehbuch für Kai Kreuser